# Ångström
För andra betydelser, se Ångström (olika betydelser).

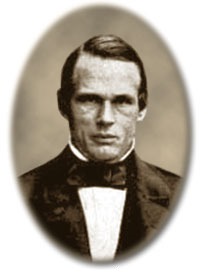
Anders Ångström (fotografi)

Ångström, beteckning Å, är en äldre längdenhet använd främst inom spektroskopin. Den är uppkallad efter den svenske fysikern Anders Ångström, som introducerade den och använde den i sin forskning.
1 Å = 0,000 000 000 1 m = 1 · 10−10 m = 0,1 nm = 100 pm.
Enheten ångström ingår inte i Internationella måttenhetssystemet (SI). Den accepteras, men rekommenderas inte, av BIPM (Bureau International des Poids et Mesures) eftersom man istället kan använda SI-enheten meter med lämpligt prefix. Enheten är dock praktisk eftersom avståndet mellan kemiskt bundna atomer typiskt är några ångström. Enheten är därför de facto standard inom kristallografin och används normalt för att ange radier för atomer/joner, längd på axlarna i enhetsceller samt våglängd för röntgenstrålning.
På engelska kallas en ångström ofta angstrom, på tyska ofta Angström.
Symbolen för ångström, Å, har av historiska skäl en egen plats i Unicode-uppsättningen: U+212B (Angstrom sign, Å, d.v.s. samma utseende som ett svenskt Å men tekniskt sett ett annat tecken), men Unicodestandarden rekommenderar att U+00C5, dvs den vanliga bokstaven Å, används.